# Regiuni istorice ale Statelor Unite ale Americii
Această pagină cuprinde diferite regiuni istorice ale Statelor Unite ale Americii, adică entități statale, teritoriale, coloniale sau regionale pe care astăzi aproape nimeni nu le-ar recunoaște după numele lor istoric. 

## Cele Treisprezece Colonii
- Province of New Hampshire
- Province of Massachusetts Bay

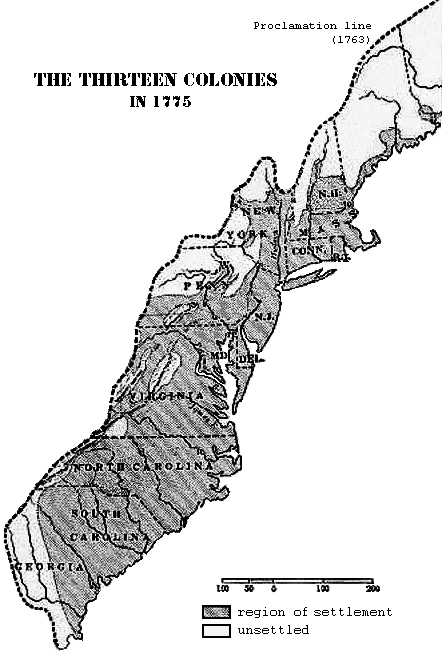
Cele 13 colonii care şi-au declarat independenţa faţă de Marea Britanie la 4 iulie 1776.

- Colony of Rhode Island and Providence Plantations
- Connecticut Colony
- Province of New York
- Province of New Jersey
- Province of Pennsylvania
- Delaware Colony
- Province of Maryland
- Colony and Dominion of Virginia
- Province of North Carolina
- Province of South Carolina
- Province of Georgia

## Districte coloniale altele decât cele treisprezece originare
- Dominion of New England
- East Jersey
- Jamestown Settlement
- New Haven Colony
- New Netherland
- New Sweden
- Plymouth Colony
- Popham Colony
- Province of Carolina
- Province of Maine
- Roanoke Colony
- Salem Colony
- West Jersey

## Regiuni cedate, anexate sau achiziționate de la alte state sau puteri europene
- Alaska Purchase
- Gadsden Purchase

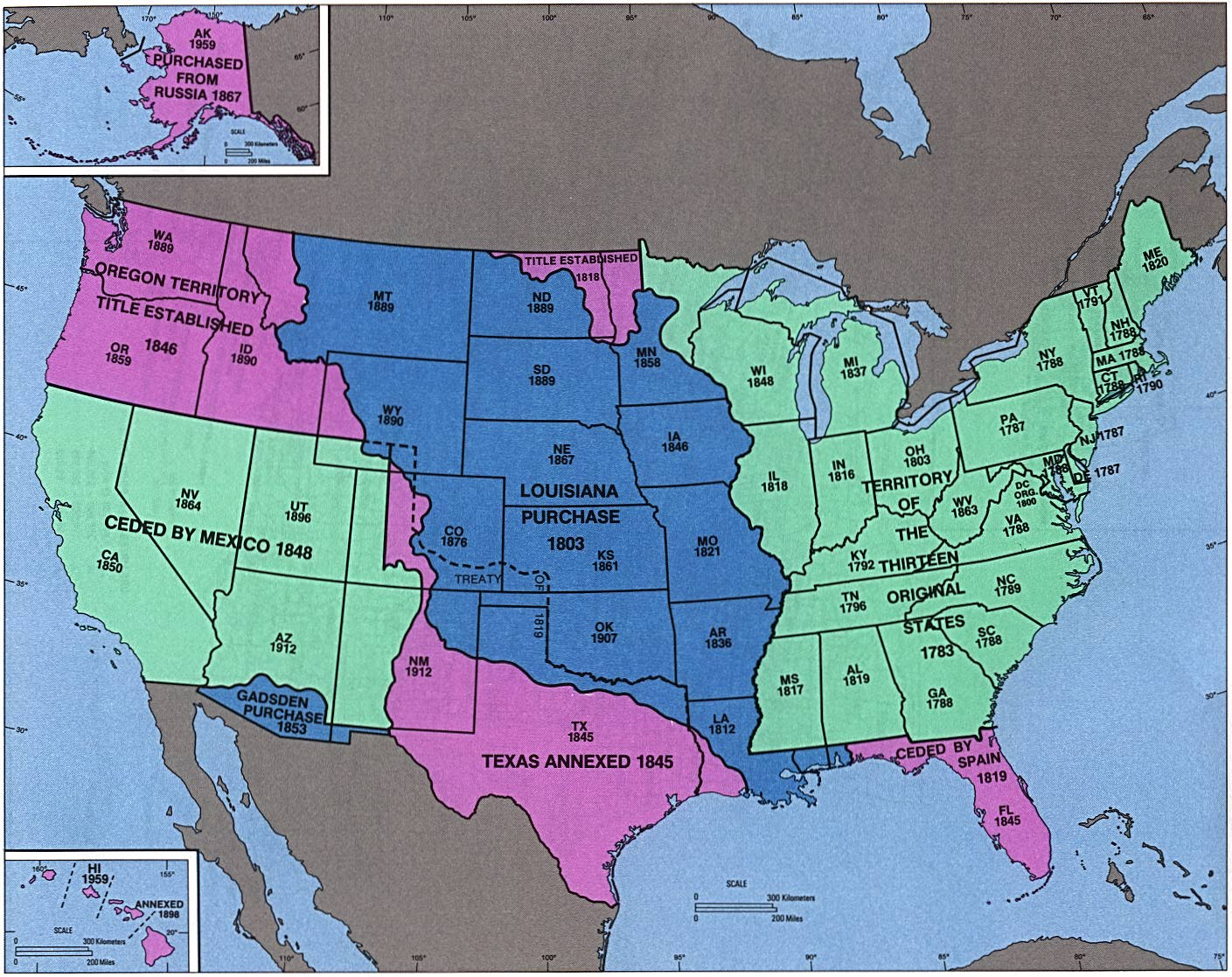
Census Bureau map (circa 1974?) depicting territorial acquisitions and dates of statehood or of ratification of the Constitution.

- Louisiana Purchase, numele originar Louisiana (New France)

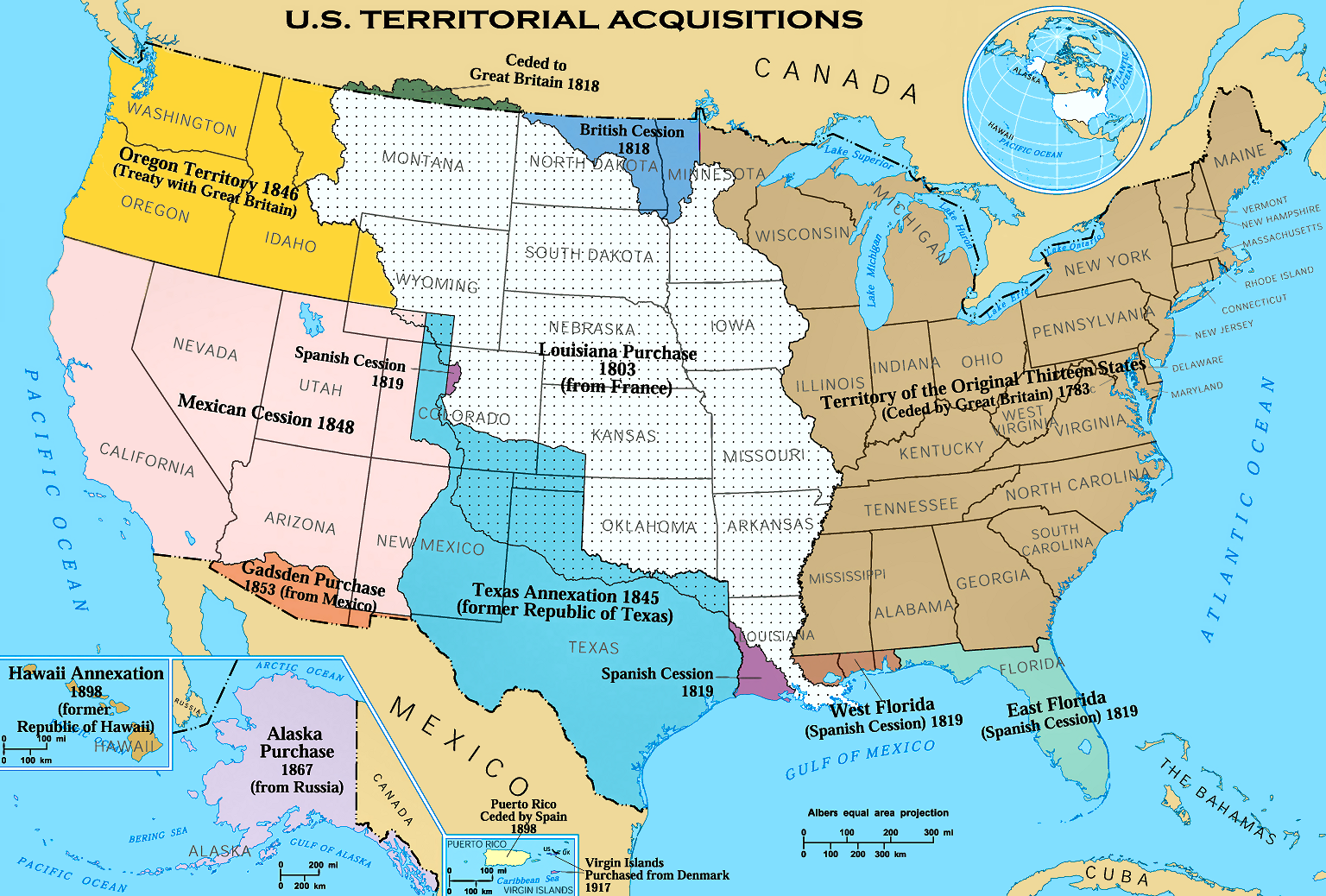
National Atlas map depicting United States territorial acquisitions.

  - Sabine Free State
- Mexican Cession
- Oregon Country
- Red River Basin
- Florida Purchase
  - East Florida
  - West Florida
- State Cessions
  - Illinois Country
  - Ohio Country
  - Yazoo Lands
- Texas Annexation

## Drepturi de folosință, cedări, achiziționări, districte, pretenții sau rezolvări interne
Următoarele sunt permisiuni de folosire, cedări, achiziționări, districte clar definite (oficiale sau nu) sau compromisuri și rezolvări teritoriale care au avut loc pe teritoriile care au fost parte a celor 13 colonii originale sau ale statelor Uniunii sau pe teritoriile SUA, incluzând achizițiile de pământ (unele din ele cu grade diferite de legalitate) de la nativii americani care nu au implicat tratate internaționale sau cedări statale. 
- Arizona Territory (CSA) a generat două state ale SUA de azi, Arizona și New Mexico
- Carver's Tract (Wisconsin)
- Cherokee Strip (Kansas)
- Comancheria
- Cumberland District, North Carolina, cunoscut și ca District of Miro (Tennessee)
- Department of Alaska
- District of Alaska
- District of Arkansas
- District of Kentucky
- District of Louisiana
- District of Maine
- District of West Augusta (Pennsylvania, Virginia)
- Equivalent Lands (Connecticut -- Massachusetts)
- Fairfax Grant (Virginia)
- Gorges Patent (Maine)
- Granville District (Carolina de Nord)
- Honey Lands (porțiune de pământ disputată de statele Iowa și Missouri)
- Jackson Purchase (Kentucky)
- Marquette District (Wisconsin)
- Military Tract of 1812 (Illinois, Michigan, Arkansas și Missouri)
- Mobile District
- New Hampshire Grants (Vermont Republic, Vermont)
- New York Lands (Kansas)
- Pembina Territory (Dakota de Nord, Dakota de Sud și Minnesota)
- Platte Purchase (Missouri)
- Pike's Peak Country (Colorado)
- Saginaw Cession (Michigan)
- Territory of Sagadahock (Maine)
- Trans-Mississippi
- Transylvania Colony (Kentucky)
- Waldo Patent (Maine)
- Washington District, North Carolina (Tennessee)

### Iowa
- Black Hawk Purchase
- Dubuque's Claim
- Giard Grant
- Half-Breed Tract
- Honey Lands (porțiune de pământ disputată între statele Iowa și Missouri)
- Iowa District
- Keokuk's Reserve
- Neutral Ground (Iowa)
- Potawatomi Cession
- Sac and Fox Cession
- Sioux Cession

### New York
- Central New York Military Tract
- The Holland Purchase
- The Mill Yard Tract
- The Morris Reserve
- Macomb's Purchase
- Phelps and Gorham Purchase
- The Triangle Tract

### Ohio
- Canal Lands
- College Lands
- College Township
- Congress Lands ori Congressional Lands (1798 - 1821) 
  - Congress Lands North of Old Seven Ranges
  - Congress Lands West of Miami River
  - Congress Lands East of Scioto River
  - North and East of the First Prinicipal Meridian
  - South and East of the First Principal Meridian
- Connecticut Western Reserve
- Dolerman's Grant
- Dohrman Tract
- Donation Tract
- Ephraim Kimberly Grant
- Firelands sau Sufferers' Lands
- Fort Washington
- French Grant
- Gnadenhutten Tract
- Indian Land Grants (similar cu Moravian ?)
- Maumee Road Lands
- Michigan Survey ori Michigan Meridian Survey ori Toledo Tract
- Miami & Erie Canal Lands
- Ministerial Lands
- Moravian Indian Grants
- Ohio & Erie Canal Lands
- Ohio Company of Associates
  - Purchase on the Muskingum
- Refugee Tract
- Salem Tract
- Salt Reservations sau Salt Lands
- Schoenbrunn Tract
- School Lands
- Seven Ranges ori Old Seven Ranges
- Symmes Purchase sau Miami Purchase și / sau the Land Between the Miamis
- Turnpike Lands
- Twelve-Mile Square Reservation
- Two-Mile Square Reservation
- United States Military District
- Virginia Military District
- Zane's Tracts ori Zane's Grant ori Ebenezer Zane Tract

### Oklahoma
- Big Pasture
- Cherokee Outlet ori Cherokee Strip
- Cimarron Territory
- Greer County
- Indian Territory
- Neutral Strip ori No Man's Land
- Oklahoma Territory
- State of Sequoyah
- Unassigned Lands

#### Indian Reserves
- Cheyenne-Arapaho Reserve
- Commanche, Kiowa și Apache Reserve
- Iowa Reserve
- Kaw Reserve
- Kickapoo Reserve
- Osage Reserve
- Ponca și Otoe–Misouria Reserve
- Citizen Potawatomi and Absentee Shawnee Reserve
- Sac and Fox Reserve
- Tonkawa Reserve
- Wichita și Caddo Reserve

### Pennsylvania
- Erie Triangle (Pennsylvania)
- The Walking Purchase (Pennsylvania)
- Welsh Tract (Pennsylvania)